# Теслер, Владимир Ефимович
Владимир Ефимович Теслер (06.09.1931 — 17.10.2006) — специалист в области ТВ-техники, начальник сектора телевизионного приема и систем ЦТ НИИР, автор системы цветного ТВ «ЦТ НИИР» (СЕКАМ-IV).

## Биография
Родился в Одессе в семье служащего. Окончил МЭИ (1957).
В 1954—1956 гг. старший техник МТЦ, МОСЦТ. С 1956 по 1961 г. в Научно-исследовательском кинофотоинституте (НИКФИ): старший инженер, руководитель группы.
С 1961 г. работал в НИИР: старший инженер, ведущий инженер, начальник сектора телевизионного приема и систем ЦТ.
Руководитель и непосредственный участник разработки системы «ЦТ НИИР» (СЕКАМ-IV) (1965). Предложенный им улучшенный стандарт в дальнейшем избавил СССР от патентных платежей при производстве цветных телевизоров.
Автор изобретений:
- Авт. свид. № 202295 (СССР). Способ передачи и приема цветных телевизионных изображений / Теслер В.Е., Заявл. 17.09.64 // Изобретения, промышленные образцы и товарные знаки. - 1967. - № 20.
- Авт. свид. № 197684 (СССР). Система цветного телевидения / Теслер В.Е., Заявл. 20.05.66 // Изобретения, промышленные образцы и товарные знаки. - 1967. - №13.
- Авт. свид. № 370704 (СССР). Способ формирования высокочастотных сигналов при передаче сообщений по каналам связи/ Теслер В.И., Заявл. 01.07.68 // Открытия, изобретения, промышленные образцы и товарные знаки. - 1973.- № 11.
- Авт. свид. № 1309328 (СССР). Совместимая система цветного телевидения / Авербух И.А., Теслер В.Е., Заявл. 04.08.78 // Открытия, изобретения. - 1987.- № 17.

Кандидат технических наук (1967). Почётный радист СССР.
С 1994 г. на пенсии по болезни. В 1995 г. по приглашению сына уехал в США вместе с женой (она же - соавтор многих изобретений) — Ириной Александровной Авербух (1926—2006). Жил в Маунтен-Вью (Mountain View), Калифорния.